# Neotorularia korolkowii
Neotorularia korolkowii là một loài thực vật có hoa trong họ Cải. Loài này được (Regel & Schmalh.) Hedge & J.Léonard mô tả khoa học đầu tiên năm 1986.